# 大我麻町
大我麻町（おおがまちょう）は、愛知県名古屋市北区の地名。丁番を持たない単独町名である。住居表示未実施。

## 地理

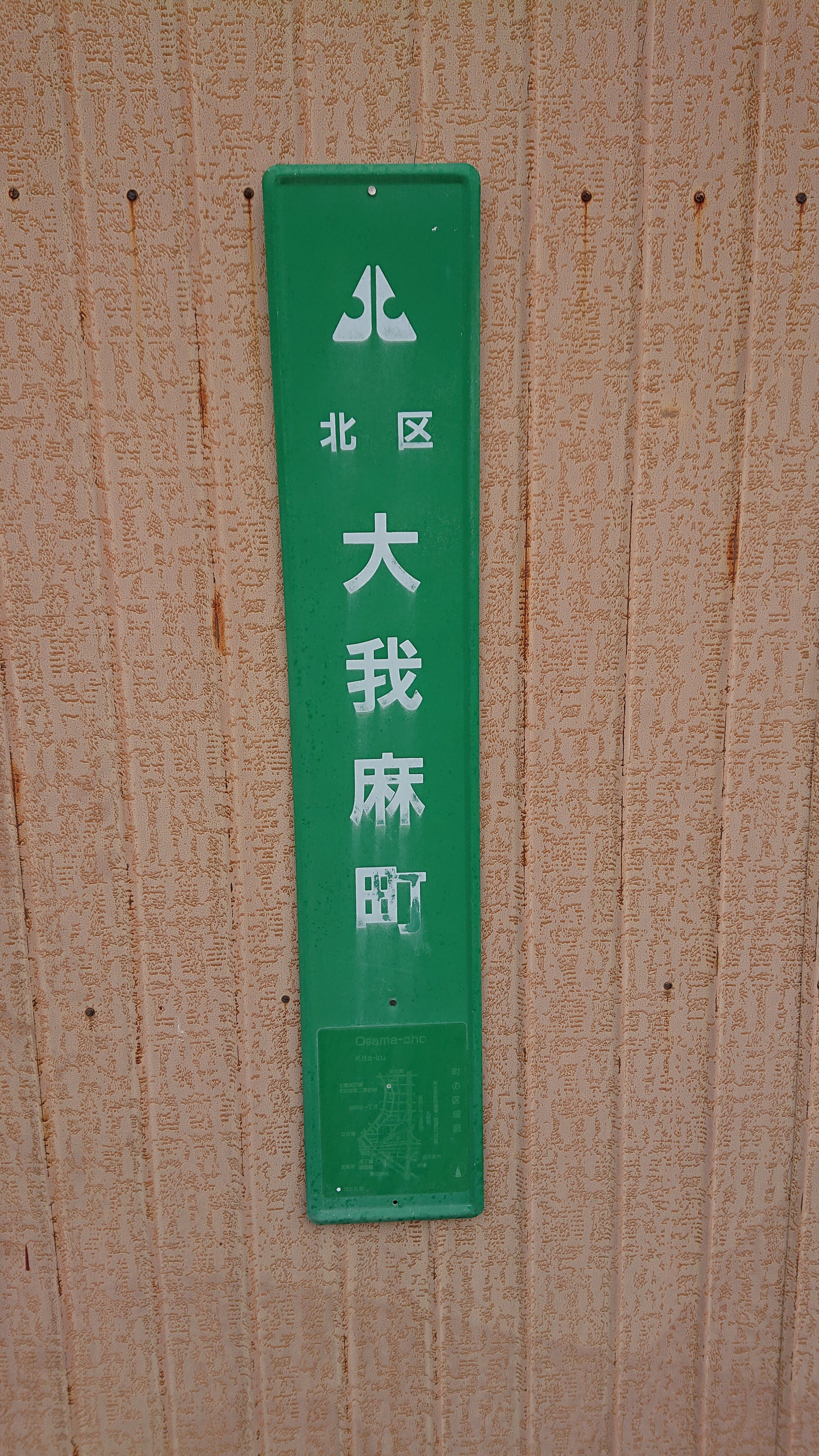
町名表示

名古屋市北区北西部に位置する。東は丸新町、西は喜惣治、南は玄馬町、北は会所町に接する。町域南部を境川が流れ、新地蔵川に注ぐ。

## 歴史

### 町名の由来
大蒲新田に由来する。大蒲とは、『尾張志』によると、当地に蒲の茂る大きな池があったことによるという。

### 沿革
- 1972年（昭和47年）12月26日 - 楠町大字大蒲新田の一部（字五反割・六反割・七反割・新畑・清水・八反割・野起の各一部）より成立[1]。
- 1978年（昭和53年）8月27日 - 楠町大字如意の一部（字池田・鳥見塚・長丁の各一部）を編入[1]。

## 世帯数と人口
2022年（令和4年）1月1日現在の世帯数と人口は以下の通りである。
| 町丁     | 世帯数  | 人口  |
| -------- | ------- | ----- |
| 大我麻町 | 313世帯 | 659人 |

### 人口の変遷
国勢調査による人口の推移
| 1970年（昭和45年） | 503人 | [ 3 ]      |  |
| 1975年（昭和50年） | 425人 | [ 3 ]      |  |
| 1980年（昭和55年） | 517人 | [ 4 ]      |  |
| 1985年（昭和60年） | 505人 | [ 5 ]      |  |
| 1990年（平成2年）  | 485人 | [ 6 ]      |  |
| 1995年（平成7年）  | 507人 | [ 7 ]      |  |
| 2000年（平成12年） | 496人 | [ WEB 6 ]  |  |
| 2005年（平成17年） | 597人 | [ WEB 7 ]  |  |
| 2010年（平成22年） | 613人 | [ WEB 8 ]  |  |
| 2015年（平成27年） | 634人 | [ WEB 9 ]  |  |
| 2020年（令和2年）  | 660人 | [ WEB 10 ] |  |

## 学区
市立小・中学校に通う場合、学校等は以下の通りとなる。また、公立高等学校に通う場合の学区は以下の通りとなる。
| 番・番地等 | 小学校               | 中学校             | 高等学校 |
| ---------- | -------------------- | ------------------ | -------- |
| 全域       | 名古屋市立楠西小学校 | 名古屋市立楠中学校 | 尾張学区 |

## 交通

### 鉄道
- JR東海交通事業城北線 - 町域南部を東西に通過するが、駅はない。

### バス
- 名古屋市営バス（名古屋市交通局）
  - 楠インター停留所[WEB 13]
    - かつては如意池田停留所と称していた[8]。
    - アのりば - 黒川11系統（如意車庫前・北部市場行）・楠巡回系統（右回り如意車庫前行）

  - 大我麻町停留所[WEB 14]
    - かつては大蒲新田停留所と称していた[8]。
    - アのりば - 黒川11系統（如意車庫前・北部市場行）・楠巡回系統（右回り如意車庫前行）

### 道路
- 国道41号（空港線） - 町域の東端境を南北に通過する。
- 名古屋高速1号楠線 - 国道41号上を高架で通過する。
- 名古屋高速11号小牧線 - 国道41号上を高架で通過する。
- 国道302号（名古屋環状2号線） - 町域南部を東西に通過する。
- 名古屋第二環状自動車道 - 国道302号上を高架で通過する。

以上の道路が、町域南東部の大我麻町交差点で交差し、高速道路はその上空で楠ジャンクションとして接続している。
- 愛知県道59号名古屋中環状線

## 施設

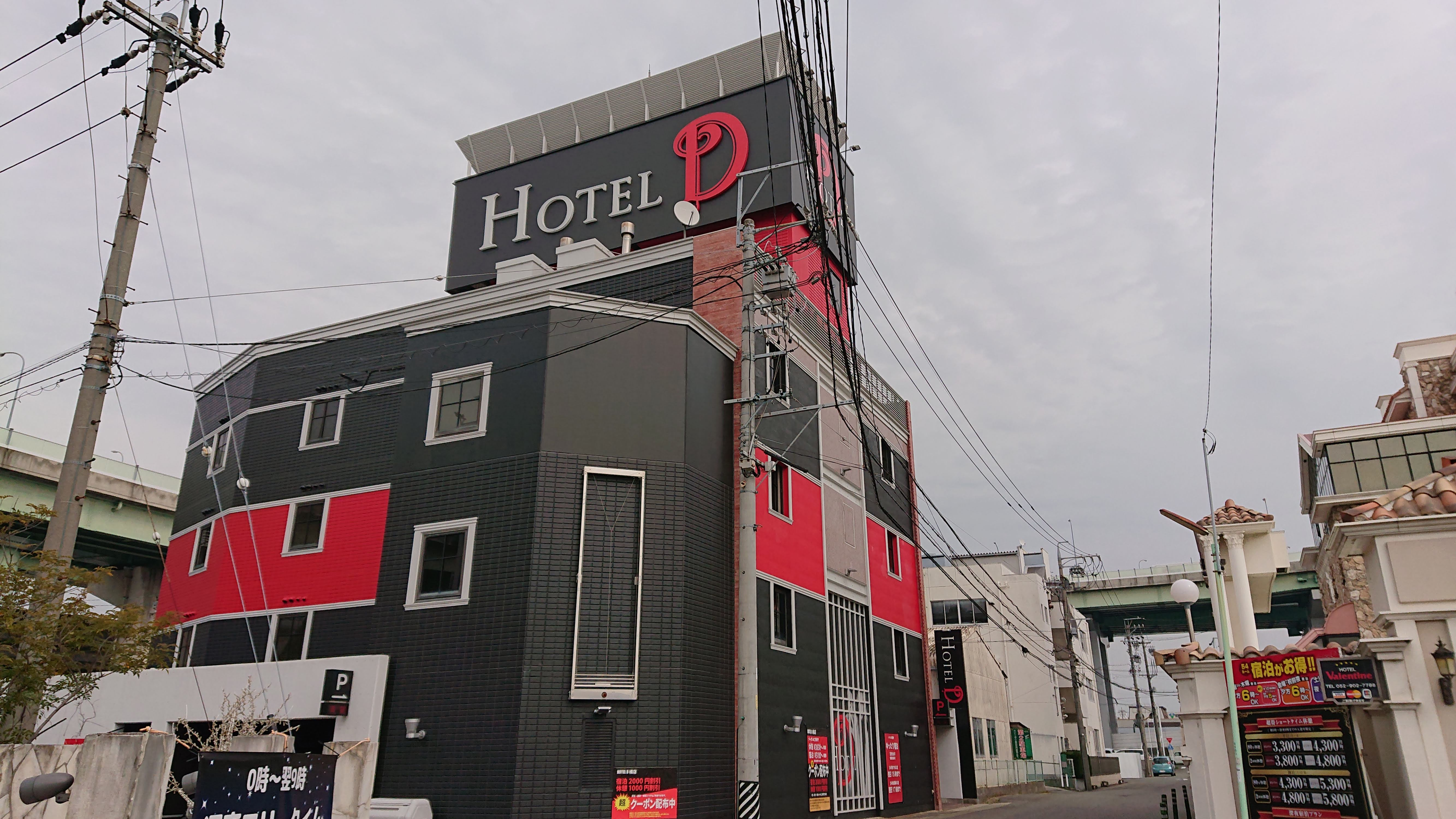
大我麻町のホテル

- 中部電力楠町変電所
- 大和保育園
- 楠ジャンクション
- 大我麻公園
- JAなごや蒲喜支店

## その他

### 日本郵便
- 郵便番号 : 462-0064[WEB 3]（集配局：名古屋北郵便局[WEB 15]）。

### WEB
1. ↑  “愛知県名古屋市北区の町丁・字一覧”.   人口統計ラボ. 2017年10月7日閲覧。
2. 1 2  “町・丁目(大字)別、年齢(10歳階級)別公簿人口(全市・区別)”.   名古屋市. 2022年3月30日閲覧。
3. 1 2  “郵便番号”.  日本郵便. 2019年1月6日閲覧。
4. ↑  “市外局番の一覧”.   総務省. 2019年1月6日閲覧。
5. ↑  名古屋市役所市民経済局地域振興部住民課町名表示係 (2015年10月21日). “北区の町名一覧”.   名古屋市. 2017年10月7日閲覧。
6. ↑  名古屋市役所総務局企画部統計課統計係 (2005年7月1日). “（刊行物）名古屋の町(大字)・丁目別人口 (平成12年国勢調査) 北区” (xls). 2017年10月8日閲覧。
7. ↑  名古屋市役所総務局企画部統計課統計係 (2007年6月29日). “平成17年国勢調査　名古屋の町(大字)別・年齢別人口 北区” (xls). 2017年10月8日閲覧。
8. ↑  名古屋市役所総務局企画部統計課統計係 (2012年6月29日). “平成22年国勢調査　名古屋の町(大字)別・年齢別人口 北区” (xls). 2017年10月8日閲覧。
9. ↑  名古屋市役所総務局企画部統計課統計係 (2017年7月7日). “平成27年国勢調査　名古屋の町(大字)別・年齢別人口” (xls). 2017年10月8日閲覧。
10. ↑  “データセット情報 国勢調査 / 令和２年国勢調査 / 小地域集計　（主な内容：基本単位区別，町丁・字別人口など） 23：愛知県”.   独立行政法人統計センター. 2022年3月31日閲覧。
11. ↑  “市立小・中学校の通学区域一覧”.   名古屋市 (2018年11月10日). 2019年1月14日閲覧。
12. ↑  “平成29年度以降の愛知県公立高等学校（全日制課程）入学者選抜における通学区域並びに群及びグループ分け案について”.   愛知県教育委員会 (2015年2月16日). 2019年1月14日閲覧。
13. ↑  名古屋市交通局 なごや地図ナビ 楠インター2013年9月12日閲覧。
14. ↑  名古屋市交通局 なごや地図ナビ 大我麻町2013年9月12日閲覧。
15. ↑  郵便番号簿 平成29年度版 - 日本郵便. 2019年01月06日閲覧 (PDF)

### 文献
1. 1 2 3  名古屋市北区役所市民室『北区 私たちのまち』名古屋市北区役所、1979年3月、53頁。
2. ↑  「角川日本地名大辞典」編纂委員会『角川日本地名大辞典 23 愛知県』、角川書店、1989年、259頁。
3. 1 2  名古屋市総務局統計課 1977, p. 44.
4. ↑  名古屋市総務局統計課 1981.
5. ↑  名古屋市総務局統計課 1986, p. 32.
6. ↑  名古屋市総務局企画部統計課 1991, p. 14.
7. ↑  名古屋市総務局企画部統計課 1996, p. 39.
8. 1 2  「角川日本地名大辞典」編纂委員会『角川日本地名大辞典 23 愛知県』、角川書店、1989年、1449頁。

### 統計資料
- 名古屋市総務局統計課 編『昭和51年版 名古屋市統計年鑑』名古屋市、1977年。
- 名古屋市総務局統計課 編『昭和55年国勢調査 名古屋の町・丁目別人口（昭和55年10月1日現在）』名古屋市役所、1981年。
- 名古屋市総務局統計課 編『昭和60年国勢調査 名古屋の町・丁目別人口（昭和60年10月1日現在）』名古屋市役所、1986年。
- 名古屋市総務局企画部統計課 編『平成2年国勢調査 名古屋の町（大字）別・年齢別人口（平成2年10月1日現在）』名古屋市役所、1991年。
- 名古屋市総務局企画部統計課 編『平成7年国勢調査 名古屋の町（大字）・丁目別人口（平成7年10月1日現在）』名古屋市役所、1996年。